# José Miguel Cubero
José Miguel Cubero Loría (* 14. Februar 1987 in Alajuela) ist ein costa-ricanischer Fußballspieler. 

## Karriere

### Verein
Cubero begann seine Profikarriere 2006 bei CS Herediano. Um mehr Spielpraxis zu bekommen, wurde er 2009 an den Ligarivalen Puntarenas FC ausgeliehen. Nach einem halben Jahr kehrte er zu Herediano zurück, wo er bis 2014 spielte. In dieser Zeit gewann er mit seinem Klub zweimal die costa-ricanische Meisterschaft.
2014 wechselte er nach England in die Football League Championship zum FC Blackpool. Zwei Jahre später kehrte er erneut zu Herediano zurück, wo er zwei weitere Meistertitel gewann. Im Sommer 2017 wechselte er zu dem spanischen Drittligisten CD Alcoyano. Nach sieben Ligaeinsätzen verließ er die Spanier und kehrte abermals in seine Heimat zurück, diesmal zur LD Alajuelense. Mit diesem Team gewann er 2020 seinen fünften Meistertitel und die CONCACAF League 2020.

### Nationalmannschaft
Cubero nahm an der U-20-Fußball-Weltmeisterschaft 2007 teil, bei der er in allen drei Spielen der Vorrunde eingesetzt wurde. Costa Rica schied nach der Gruppenphase aus.
Er debütierte am 11. August 2010 in einem Freundschaftsspiel gegen Paraguay in der costa-ricanischen A-Nationalmannschaft. In den folgenden Jahren wurde er für mehrere internationale Turniere nominiert, darunter die Copa América 2011 und der CONCACAF Gold Cup 2011, bei dem er jedoch nicht zum Einsatz kam.
Am 12. Oktober 2012 erzielte Cubero in der dritten Runde der Qualifikation zur Weltmeisterschaft 2014 im Spiel gegen El Salvador das entscheidende Tor zum 1:0.  Nach der erfolgreichen Qualifikation für die Fußball-Weltmeisterschaft 2014 in Brasilien wurde er von Nationaltrainer Jorge Luis Pinto in das costa-ricanische Aufgebot berufen. Dort wurde Cubero in den Gruppenspielen gegen Uruguay und Italien sowie im Achtelfinalspiel gegen Griechenland und im Viertelfinale gegen die Niederlande jeweils eingewechselt.
Nach der Weltmeisterschaft gewann er mit seinem Team die Copa Centroamericana 2014, wodurch sich Costa Rica für den CONCACAF Gold Cup 2015 qualifizierte. Bei diesem Turnier wurde Cubero in drei Spielen eingesetzt, darunter bei der 0:1-Niederlage im Viertelfinale gegen Mexiko.

## Erfolge
- Costa-ricanischer Meister: 2012, 2013, 2016, 2017, 2020
- CONCACAF League: 2020
- Fußball-Zentralamerikameisterschaft: 2014